# العلاقات الصينية النمساوية
العلاقات الصينية النمساوية هي العلاقات الثنائية التي تجمع بين الصين والنمسا.

## مقارنة بين البلدين
هذه مقارنة عامة ومرجعية للدولتين:
| وجه المقارنة                                              | الصين                    | النمسا                                                    |
| --------------------------------------------------------- | ------------------------ | --------------------------------------------------------- |
| المساحة (كم2)                                             | 9.60 مليون               | 83.86 ألف                                                 |
| عدد السكان (نسمة)                                         | 1.33 مليار               | 8.81 مليون                                                |
| الكثافة السكانية (ن./كم²)                                 | 138.54                   | 105.06                                                    |
| العاصمة                                                   | بكين                     | فيينا                                                     |
| اللغة الرسمية                                             | اللغة الصينية القياسية   | اللغة الألمانية، لغة الإشارة النمساوية ‏                   |
| العملة                                                    | رنمينبي                  | يورو، شلن نمساوي، رايخ مارك، شلن نمساوي                   |
| الناتج المحلي الإجمالي (بليون دولار)                      | 12.24 تريليون            | 416.60 مليار                                              |
| الناتج المحلي الإجمالي (تعادل القوة الشرائية) بليون دولار | 19.82 تريليون            | 426.99 مليار                                              |
| الناتج المحلي الإجمالي الاسمي للفرد دولار أمريكي          | 8.03 ألف                 | 43.77 ألف                                                 |
| الناتج المحلي الإجمالي للفرد دولار أمريكي                 | 13.21 ألف                | 47.68 ألف                                                 |
| مؤشر التنمية البشرية                                      | 0.728                    | 0.885                                                     |
| رمز المكالمات الدولي                                      | +86                      | +43                                                       |
| رمز الإنترنت                                              | .cn، .中国 ‏، .中國 ‏      | .at                                                       |
| المنطقة الزمنية                                           | توقيت الصين، ت ع م+08:00 | توقيت وسط أوروبا، ت ع م+01:00، ت ع م+02:00، أوروبا/فيينا ‏ |

## مدن متوأمة
في ما يلي قائمة باتفاقيات التوأمة بين مدن صينية ونمساوية:
- ترتبط شانغهاي مع سالزبورغ باتفاقية توأمة منذ 1985.[14][14][14][14]
- ترتبط Shapingba, Chongqing [الإنجليزية]‏ مع Innere Stadt [الإنجليزية]‏ باتفاقية توأمة منذ 2004.
- ترتبط هاربن مع فينر نويشتات باتفاقية توأمة منذ 9 سبتمبر 2016.[15][16][17][18]
- ترتبط شوزهو مع ليوبن باتفاقية توأمة منذ 27 سبتمبر 2000.[19][20][19][19]
- ترتبط ووهان مع سانت بولتن باتفاقية توأمة منذ 2009.[21][21][21]
- ترتبط جينهوا مع هولابرون باتفاقية توأمة.
- ترتبط تشنغدو مع لينتس باتفاقية توأمة.
- ترتبط نانينغ مع كلاغنفورت باتفاقية توأمة منذ 2001.

## منظمات دولية مشتركة
يشترك البلدان في عضوية مجموعة من المنظمات الدولية، منها:
| علم المنظمة | اسم المنظمة                               | تاريخ انضمام الصين | تاريخ انضمام النمسا |
| ----------- | ----------------------------------------- | ------------------ | ------------------- |
|             | وكالة ضمان الاستثمار متعدد الأطراف        | 30 أبريل 1988      | 16 ديسمبر 1997      |
|             | منظمة الشرطة الجنائية الدولية             | ?                  | ?                   |
|             | مجموعة الموردين النوويين                  | ?                  | ?                   |
|             | منظمة حظر الأسلحة الكيميائية              | ?                  | ?                   |
|             | منظمة التجارة العالمية                    | 11 ديسمبر 2001     | ?                   |
|             | الفريق المعني برصد الأرض                  | ?                  | ?                   |
|             | الأمم المتحدة                             | 25 أكتوبر 1971     | 14 ديسمبر 1955      |
|             | مؤسسة التمويل الدولية                     | 15 يناير 1969      | 28 سبتمبر 1956      |
|             | يونسكو                                    | 4 نوفمبر 1946      | 13 أغسطس 1948       |
|             | مؤسسة التنمية الدولية                     | 24 سبتمبر 1960     | 28 يونيو 1961       |
|             | بنك التنمية الآسيوي                       | 1986               | 1966                |
|             | الاتحاد الدولي للاتصالات                  | 1 سبتمبر 1920      | 1866                |
|             | البنك الإفريقي للتنمية                    | ?                  | ?                   |
|             | البنك الدولي للإنشاء والتعمير             | 27 ديسمبر 1945     | 27 أغسطس 1948       |
|             | المركز الدولي لتسوية المنازعات الاستشارية | 6 فبراير 1993      | 24 يونيو 1971       |
|             | الاتحاد البريدي العالمي                   | ?                  | ?                   |

## وصلات خارجية
- موقع وزارة الخارجية الصينية
- موقع وزارة الخارجية النمساوية